# Mampang Prapatan (onderdistrict)
Mampang Prapatan is een onderdistrict (kecamatan) van de stadsgemeente Jakarta Selatan (Zuid-Jakarta) in de provincie Jakarta, Indonesië.

## Verdere onderverdeling
Het onderdistrict Mampang Prapatan is verdeeld in 5 kelurahan:

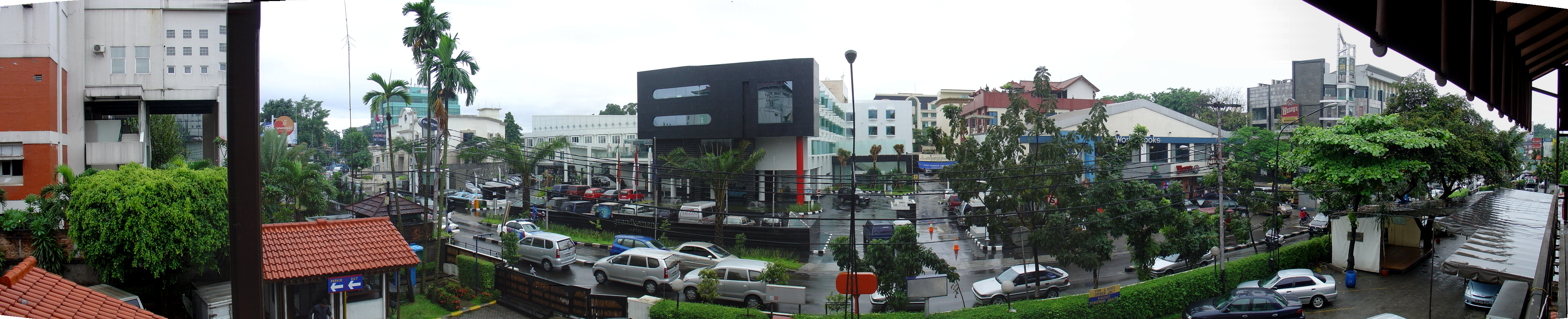
Kemang Raya Road

1. Kuningan Barat - postcode 12710
2. Pela Mampang - postcode 12720
3. Bangka - postcode 12730
4. Tegal Parang - postcode 12790
5. Mampang Prapatan - postcode 12790